# Christian Lund
Arvid Christian Ragnar Lund,  (Lund, 7 de septiembre de 1943 - Estocolmo, 8 de enero de 2007) fue un director de teatro y director de teatro sueco.

## Biografía
Christian Lund, hijo del abogado Wiggo Lund y de la primera bibliotecaria Brita Wahlquist, fue también hermano del político socialdemócrata Gunnar Lund.
Desde una temprana edad, Lund incursionó en el teatro, comenzando a dirigir en Estocolmo a los 17 años. A los 20 años, se convirtió en director del Teatro Municipal de Estocolmo, debutando con la puesta en escena de "Nalle Puh y sus amigos" (1964). Posteriormente, se destacó en traducción y dirección, colaborando con Sandro Key-Åberg en obras como "13 quinnor" (1965) y "Nya wermländingarne" (1966), y adaptando "Dos caballeros de Verona" de Goldoni en 1967. Ese mismo año dirigió "Kvinnobilder" de Key-Åberg en Teatro TV, ampliando su carrera también al Teatro de Radio y realizando presentaciones en Islandia.
Entre 1967 y 1969, Lund se convirtió en el director más joven del Teatro Wasa en Finlandia, donde introdujo un enfoque teatral más radical y orientado a la sociedad, revitalizando la actividad teatral con un aumento significativo de espectadores y talleres interactivos. De regreso en Suecia, dirigió el Teatro Norrbotten desde 1971 y fue su director hasta 1978, destacándose por su trabajo en producciones como "La vuelta al mundo en 80 días" y su compromiso con un teatro políticamente cargado en cuestiones sociales.
Lund también dejó su marca en la televisión sueca con películas y series notables como "Badjävlar" (1971) y "Ernst Rolf Lykkeland" (1984), contribuyendo significativamente al panorama cultural. Estuvo casado primero con la bailarina y actriz Sonja Lund (1967-1975), con quien tuvo una hija, la actriz Regina Lund (1967). Su segundo matrimonio fue con Carina Olofsson (1977-1983), con quien tuvo un hijo en 1978.

## Teatro

### Dirección (no completa)
| Año  | Producción                                                                           | Autores                                                                                    | Teatro                 |
| ---- | ------------------------------------------------------------------------------------ | ------------------------------------------------------------------------------------------ | ---------------------- |
| 1965 | 13 quinnor                                                                           | Sandro Key-Åberg, Sonja Åkesson, Robban Broberg, Björn Lindroth, Lars Löfgren y Carl Anton | Stockholms stadsteater |
| 1966 | Nya Wermländingarne                                                                  | Sandro Key-Åberg                                                                           | Stockholms stadsteater |
| 1971 | La vuelta al mundo en 80 días Le Tour du monde en quatre-vingts jours                | Jules Verne Adaptación Bengt Ahlfors                                                       | Norrbottensteatern     |
| 1972 | Herrn går på jakt Monsieur chasse!                                                   | Georges Feydeau Traducción Karl Sjunnesson                                                 | Norrbottensteatern     |
| 1973 | Sköt dig själv och skit i andra                                                      | Lars Molin                                                                                 | Norrbottensteatern     |
| 1974 | Lo principal es luchar bien?                                                         | Lars Molin                                                                                 | Norrbottensteatern     |
| 1974 | Svejk en la Segunda Guerra Mundial Schweyk im Zweiten Weltkrieg                      | Bertolt Brecht                                                                             | Norrbottensteatern     |
| 1975 | Revyn                                                                                | Lars Molin y Bo Montelius                                                                  | Norrbottensteatern     |
| 1975 | Dalbotten u.p.a                                                                      | Arly Johansen                                                                              | Norrbottensteatern     |
| 1976 | En espera de Bardot                                                                  | Lars Björkman y Sigvard Olsson                                                             | Norrbottensteatern     |
| 1976 | La familia sagrada                                                                   | Rudolf Värnlund                                                                            | Norrbottensteatern     |
| 1976 | Historias graciosas de la provincia Провинциальные анекдоты, Provincial'nye anekdoty | Aleksandr Valentinovich Vampilov                                                           | Norrbottensteatern     |
| 1977 | Los armiños o el sueño de la planta siderúrgica                                      | Lars Molin y Macke Nilsson                                                                 | Norrbottensteatern     |
| 1978 | ¡No pagamos! ¡No pagamos! Non si paga! Non si paga!                                  | Dario Fo                                                                                   | Teatro Lilla, Helsinki |

## Dirección de televisión
- 1968 – Huset vid gränsen (La casa en la frontera)
- 1970 – Rullgardinen (La persiana enrollable)
- 1971 – Badjävlar (Bastardos del baño)
- 1972 – Äggröra (Huevos revueltos)
- 1973 – Det gröna kortet (La tarjeta verde)
- 1974 – Landshövdingen (El gobernador)
- 1975 – Tjocka släkten (TV-serie)
- 1978 – Streber
- 1979 – Den nya människan
- 1982 – Ringlek (Juego de anillos)
- 1984 – Lykkeland (TV-serie)